# Cái Thị Trinh
Cái Thị Trinh (chữ Hán: 蓋氏禎; ? – ?), còn có húy là Đoan, phong hiệu Thất giai Quý nhân (七階貴人), là một thứ phi của vua Minh Mạng nhà Nguyễn trong lịch sử Việt Nam.

## Tiểu sử
Quý nhân Cái Thị Trinh nguyên quán ở Hải Lăng, Quảng Trị, là con gái của ông Cái Văn Hợp, được truy tặng chức Cẩm y Hiệu úy. Dựa vào năm sinh của công chúa Vĩnh An, người con đầu lòng của bà Trinh, có thể đoán bà đã nhập cung hầu vua Minh Mạng khi ông còn là Thái tử.
Bà Cái Thị Trinh mất khi vua Minh Mạng còn tại thế song chưa rõ vào năm nào, địa vị khi mất chỉ là Tài nhân, cũng không rõ bà được tấn tặng Quý nhân năm nào. Bà được ban thụy là Trang Thuận (莊順), cho thờ tại Ý Thục từ. Mộ của bà Quý nhân ngày nay tọa lạc tại kiệt 588 Bùi Thị Xuân, phường Thủy Biều, Huế.

## Hậu duệ
Bà Quý nhân Cái Thị Trinh sinh cho vua Minh Mạng được 1 hoàng tử và 2 hoàng nữ, là:
- Vĩnh An Công chúa Nguyễn Phúc Hòa Thục (5 tháng 7 năm 1818 – 27 tháng 11 năm 1893), hoàng nữ thứ 6.
- Phương Duy Công chúa Nguyễn Phúc Vĩnh Gia (1821 – 11 tháng 1 năm 1850), hoàng nữ thứ 12.
- Ba Xuyên Quận công Nguyễn Phúc Miên Túc (26 tháng 2 năm 1827 – 1 tháng 1 năm 1854), hoàng tử thứ 35, không có con nối dõi.